# Tamassee
Tamassee est une census-designated place située dans le comté d'Oconee, dans l’État de Caroline du Sud, aux États-Unis. Lors du recensement de 2020, elle comptait 60 habitants.